# Liposoma

Schema di un liposoma.

Il liposoma è una vescicola fosfolipidica, che può avere dimensioni variabili fra i 25 nm e 1 µm di diametro. Sono normalmente costituite da un doppio strato di fosfolipidi o colesterolo chiusi. I liposomi, normalmente, ma non per definizione, contengono un nucleo di soluzione acquosa. Le strutture lipidiche sferiche che non contengono all'interno una soluzione acquosa sono dette micelle. Molecole in grado di formare liposomi e micelle prendono il nome di composti anfifilici o tensioattivi.

## Etimologia
Il nome deriva dalla parola greca lypos (grasso) e soma (corpo). La parola liposoma non è un sinonimo di nanosoma (ovvero un liposoma di dimensioni nanomolecolari). In aggiunta il termine liposoma non significa necessariamente che debba contenere gruppi lipofobici, anche se normalmente è ciò che avviene.

## Scoperta
I liposomi sono stati descritti per la prima volta dall'ematologo britannico Dr Alec D Bangham FRS nel 1961, presso il Babraham institute. Bangham e R. W. Horne li scoprirono mentre provavano il nuovo microscopio elettronico aggiungendo un negative stain (contrasto negativo per microscopi) a fosfolipidi disidratati per studiare gli effetti di questi ultimi sulla coagulazione del sangue. La rassomiglianza con il plasmalemma fu ovvia, e le immagini al microscopio furono la prima evidenza che la membrana cellulare è composta di un doppio strato di lipidi.

## Applicazioni
Sono normalmente utilizzate per il trasporto di farmaci, in virtù delle sue uniche proprietà. Un liposoma infatti possiede all'interno una soluzione acquosa, in cui sono disciolti soluti idrofili, che non potrebbero passare direttamente attraverso le membrane cellulari (che sono infatti idrofobiche). Inoltre sostanze idrofobiche possono esser disciolte all'interno del doppio strato lipidico. Ecco quindi che un liposoma può trasportare sostanze idrofile e idrofobiche. Per trasportare le molecole ai siti d'azione il doppio strato lipidico dei liposomi si deve fondere con un altro doppio strato come quello del plasmalemma (membrana cellulare) rilasciando quindi il contenuto. La qualità dei liposomi di essere assorbibili, teoricamente, da ogni cellula e di rilasciare il loro contenuto lentamente, li ha resi un ottimo strumento di somministrazione di farmaci diliuta nel tempo. I liposomi multilamellari, ad esempio, rilasciano il liquido che contengono solo dopo che la membrana lipidica è stata perforata. Due sono le problematiche che gli specialisti hanno dovuto affrontare: la grandezza dei liposomi che non gli consente di attraversare la parete dei capillari di molti organi, inoltre il sistema immunitario è in grado di rimuoverli dopo che le proteine li segnano come corpi estranei.

## Manifattura
Quando i fosfolipidi si disperdono in un mezzo acquoso, avviene una riorganizzazione delle molecole di acqua per cui aumenta l'energia libera. Per minimizzare questo costo energetico, la parte idrofoba dei fosfolipidi si aggruppa in modo che il numero di molecole di acqua gravato sia il minimo. I fosfolipidi si allineano allora nella stessa direzione, esponendo le teste polari al solvente legandosi all'acqua e le code apolari all'interno per tenersi lontane dall'acqua.
Oltre alla forma sferica, può avere delle porzioni planari, dette membrane nere, che separano due compartimenti acquosi.